# Ray Park
Raymond "Ray" Park (Glasgow, 1974. augusztus 23. –) skót színész, kaszkadőr, harcművész és szerző.
Legismertebb szerepei közé tartozik Darth Maul megformálása a Csillagok háborúja I: Baljós árnyak című űroperában, Varangy szerepe az X-Men – A kívülállók című szuperhősfilmben, Kígyószem a G. I. Joe: A kobra árnyéka és a G.I. Joe: Megtorlás című akciófilmekben. Ő játszotta Edgart a Hősök című sci-fi drámasorozatban. Filmjeiben gyakran kamatoztatja harcművészeti tudását.

## Élete és pályafutása
A skóciai Glasgowban született. Hétéves korában családjávalLondonba költöztek. Szintén hétéves volt, amikor Bruce Lee-rajongó édesapja bevezette a harcművészetek világába, azon belül is az északi saolin kungfu rejtelmeibe. 14 évesen felvette a kick-boxot, a taekwondot és a vusut is a hobbijai közé. Egy helyi harcművészeti verseny megnyerését követően Malajziában képezte tovább magát, majd az 1990-es évek végén a filmezés világa felé fordult.
Először 1997-ben, kaszkadőrként kapott lehetőséget a Mortal Kombat 2. – A második menet című harcművészeti filmben, ahol Robin Shout és James Remart helyettesítette a harci jelenetek során, valamint ugyanezen filmben cameoszerepekben is feltűnt. Első és mindmáig legismertebb filmes szerepét 1999-ben kapta: George Lucas Csillagok háborúja-előzménytrilógiájnak nyitó részében, a Baljós árnyakban az azóta ikonikussá vált hallgatag sith harcos Darth Mault játszhatta el. Park néhány soros szövegét a filmben Peter Serafinowicz színész szinkronizálta. Még ebben az évben folytatta kaszkadőri munkáját, ezúttal Az álmosvölgy legendájában, a Christopher Walken alakította Fej nélküli lovas családlemészárlós jelenetében szerepelt.
Első olyan szerepe, ahol saját hangán szólalt meg, Varangy megformálása volt a 2000-ben bemutatott X-Men – A kívülállók című szuperhősfilmben. 2009-ben szerepet kapott a G. I. Joe: A kobra árnyéka című akciófilmben, ahol Kígyószemet, a G.I Joe-k egyik profi ügynökét játszotta. Ebben a szerepében szintén nagy hangsúlyt kapott harci tudása. A film folytatásában, a 2013-as G.I. Joe: Megtorlásban is Kígyószemet formálta meg.
Televíziós sorozatokban szintén feltűnt, a Hősök sorozat 4. évadjában Edgar szerepében volt látható, a Nikita című sorozatban pedig Brendan, a londoni őr szerepébe bújt.

## Filmográfia

### Film
| Év   | Cím (Eredeti cím)                                                             | Szerep                           | Magyar hang           | Rendező                | Megjegyzés                                                                                              |
| ---- | ----------------------------------------------------------------------------- | -------------------------------- | --------------------- | ---------------------- | --- |
| 2018 | Solo: Egy Star Wars-történet (Solo: A Star Wars Story)                        | Darth Maul                       | Zágoni Zsolt          | Ron Howard             | |
| 2018 | Hullagyáros (Accident Man)                                                    | Mac                              | Sótonyi Gábor         | Jesse V. Johnson       | |
| 2014 | Jinn                                                                          | Gabriel                          | –                     | Ajmal Zaheer Ahmad     | |
| 2013 | G.I. Joe: Megtorlás (G.I. Joe: Retaliation)                                   | Kígyószem                        | nem szólal meg        | Jon M. Chu             | |
| 2012 | Avarice – Átok az űrből (Avarice)                                             | Nathan                           | Hamvas Dániel         | Matthew Schilling      | |
| 2010 | Az ősök kardja (The King of Fighters)                                         | Rugal Bernstein                  | Megyeri János         | Gordon Chan            | |
| 2009 | Hellbinders                                                                   | Max Lindermann                   | –                     | Mitch Gould, Hiro Koda | |
| 2009 | G. I. Joe: A kobra árnyéka (G.I. Joe: The Rise of Cobra)                      | Kígyószem                        | nem szólal meg        | Stephen Sommers        | |
| 2009 | Fanboys – Rajongók háborúja (Fanboys)                                         | THX biztonsági őr #2             | Gubányi György István | Kyle Newman            | |
| 2007 | What We Do Is Secret                                                          | Brendan Mullen                   | –                     | Rodger Grossman        | |
| 2006 | Slayer                                                                        | Akrobatikus vámpírok             | –                     | Kevin VanHook          | tévéfilm                                                                                                |
| 2006 | Potheads: The Movie                                                           | Mr. D                            | –                     | Michael Anton          | |
| 2002 | Ballistic – Robbanásig feltöltve (Ballistic: Ecks vs. Sever)                  | A.J. Ross                        | Megyeri János         | Wych Kaosayananda      | |
| 2000 | X-Men – A kívülállók (X-Men)                                                  | Varangy / Mortimer Toynbee       | Zágoni Zsolt          | Bryan Singer           | |
| 1999 | Az álmosvölgy legendája (Sleepy Hollow)                                       | Fej nélküli lovas                | –                     | Tim Burton             | kaszkadőrszerep Christopher Walken helyén                                                               |
| 1999 | Star Wars I. rész – Baljós árnyak (Star Wars: Episode I – The Phantom Menace) | Darth Maul                       | Zágoni Zsolt          | George Lucas           | MTV Movie Award: Legjobb küzdelmi jelenet (jelölés) MTV Movie Award: Legjobb negatív szereplő (jelölés) |
| 1997 | Mortal Kombat 2. – A második menet (Mortal Kombat: Annihilation)              | Raptor #3 / Tarkatan (Baraka) #2 | –                     | John R. Leonetti       | kaszkadőrszerepben is feltűnik                                                                          |

### Televízió
| Év   | Cím (Eredeti cím)                             | Szerep                | Megjegyzés                   |
| ---- | --------------------------------------------- | --------------------- | ---------------------------- |
| 2007 | Bruce Lee legendája (The Legend of Bruce Lee) | Chuck Norris          | 4 epizód                     |
| 2009 | Hősök (Heroes)                                | Edgar                 | 5+9 epizód                   |
| 2010 | Spartacus: Blood and Sand - Motion Comic      | narrátor / Arkadios   | 4 epizód                     |
| 2011 | Szupi nindzsák (Supah Ninjas)                 | Harry                 | "Kickbutt" c. epizód         |
| 2011 | Nikita (Nikita)                               | Brendan, a londoni őr | "Into the Dark" c. epizód    |
| 2015 | Mortal Kombat X: Generations                  | Erron Black           | "The Cursed Woods" c. epizód |

## Fordítás
- Ez a szócikk részben vagy egészben  a   Ray Park című angol Wikipédia-szócikk ezen változatának fordításán alapul.  Az eredeti cikk szerkesztőit annak laptörténete sorolja fel. Ez a jelzés csupán a megfogalmazás eredetét és a szerzői jogokat jelzi, nem szolgál a cikkben szereplő információk forrásmegjelöléseként.